# Кодекс України про адміністративні правопорушення
Ко́декс Украї́ни про адміністрати́вні правопору́шення, Кóдекс Украї́ни про адмінправопорýшення (скор. КУпАП, КпАП, КУАП, КАП) — це кодифікований нормативний акт, що регулює суспільні відносини по притягненню до адміністративної відповідальності. Набрав чинності від 7 грудня 1984 року.

## Структура
КУпАП складається із Загальної та Особливої частин, має 5 розділів та 37 глав (33 основних і 4 додаткових). Вони регулюють:
1. Загальні положення;
2. Адміністративне правопорушення й адміністративна відповідальність;
  - загальна частина: загальні поняття правопорушень, адміністративної відповідальності, адміністративного стягнення та його накладення
  - особлива частина: перелік адміністративних правопорушень та стягнень за них
3. Органи, уповноважені розглядати справи про адміністративні правопорушення;
4. Основні положення щодо провадження в справах про адміністративні правопорушення;
5. Виконання постанов про накладення адміністративних стягнень.

На відміну від кримінального права України, де існує поділ на три кодекси за трьома гілками влади, адміністративне право містить всі три гілки в одному кодексі — КУпАП:
- розділ 2 — законодавча база;
- розділ 4 — судова база;
- розділ 5 — виконавча база.

У Загальній частині визначаються завдання законодавства України про адміністративні правопорушення, сформульовано поняття адміністративного правопорушення (проступку), адміністративної відповідальності та адміністративного стягнення, передбачено види цього стягнення, порядок і строки їх накладення, а також обставини, що пом'якшують чи обтяжують адміністративну відповідальність, тощо (розд. І—II).
В Особливій частині закріплено конкретний склад адміністративних правопорушень (проступків) та адміністративного стягнення за їх вчинення (розд. II).
Ці склади класифіковано за родовими об'єктами правопорушень:
1. «Адміністративні правопорушення в галузі охорони праці і здоров'я населення» (гл. 5);
2. «Адміністративні правопорушення, що посягають на власність» (гл. 6);
3. «Адміністративні правопорушення в галузі охорони природи, використання природних ресурсів, охорони пам'яток історії та культури» (гл. 7);
4. «Адміністративні правопорушення в промисловості, будівництві та в галузі використання електричної і теплової енергії» (гл. 8);
5. «Адміністративні правопорушення у сільському господарстві, порушення ветеринарно-санітарних правил» (гл. 9);
6. «Адміністративні правопорушення на транспорті, в галузі шляхового господарства і зв'язку» (гл. 10);
7. «Адміністративні правопорушення в галузі житлових прав громадян, житлово-комунального господарства і благоустрою» (гл. 11);
8. «Адміністративні правопорушення в галузі торгівлі, громадського харчування, сфері послуг, у галузі фінансової і підприємницької діяльності» (гл. 12);
9. «Адміністративні правопорушення в галузі стандартизації, якості продукції, метрології та сертифікації» (гл. 13);
10. «Адміністративні правопорушення, що посягають на громадський порядок і громадську безпеку» (гл. 14);
11. «Адміністративні правопорушення, що посягають на встановлений порядок управління» (гл. 15).

КпАП також регулює питання діяльності органів, уповноважених розглядати справи про адміністративне правопорушення (розд. III) і провадження у справах про адміністративного правопорушення (розд. IV). Визначено вимоги до протоколу та постанови по справі про адміністративного правопорушення, порядок оскарження та опротестування постанови. Розд. V присвячений виконанню постанов про накладення адміністративного стягнень.
Це, зокрема, постанови про:
1. винесення попередження; накладення штрафу;
2. оплатне вилучення предмета; конфіскацію предмета, грошей;
3. позбавлення спец, права; застосування виправних робіт;
4. застосування адміністративного арешту;
5. відшкодування майнової шкоди.

## Завдання КУпАП
Відповідно до статті 1, завданням Кодексу України про адміністративні правопорушення є охорона прав і свобод громадян, власності, конституційного ладу України, прав і інтересів підприємств, установ та організацій, встановленого правопорядку, зміцнення законності, запобігання правопорушенням, виховання громадян у дусі додержання Конституції та законів України, поваги до прав, честі, гідності інших громадян, правил співжиття, виконання своїх обов'язків, відповідальності перед суспільством.